# Blanka Rosenstiel

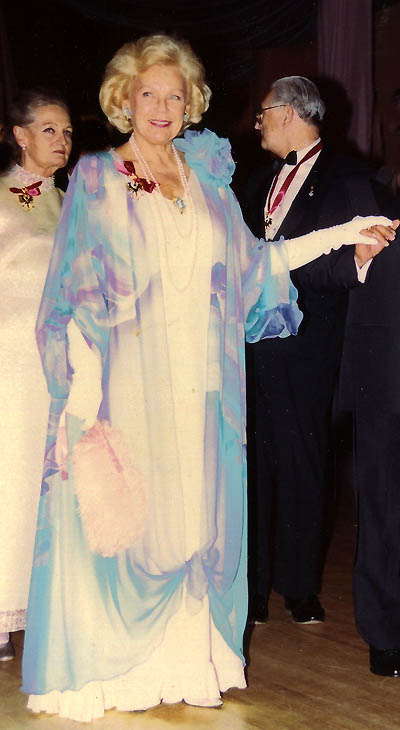
Blanka Rosenstiel na Polonaise Ball (foto: Stanisław Błaszczyna)

Blanka Aldona Rosenstiel z d. Wdowiak (ur. 9 lipca 1929 w Warszawie) – polska działaczka polonijna, społeczniczka, filantropka, przewodnicząca i dyrektorka naczelna Amerykańskiego Instytutu Kultury Polskiej (AIPC) oraz prezeska Fundacji Chopinowskiej w Stanach Zjednoczonych.

## Życie prywatne
Blanka Aldona Rosenstiel (z domu Wdowiak) urodziła się 9 lipca 1929 w Warszawie w rodzinie katolickiej. Jest córką Wacława Wdowiaka, pracownika poczty, i Ireny Wdowiak (z domu Karaszewska). Podczas Powstania Warszawskiego w 1944, ojca Blanki wywieziono do obozu koncentracyjnego w Oświęcimiu, skąd trafił do obozu pracy w Magdeburgu, gdzie zmarł. Blankę, jej matkę i jednego z dwóch braci deportowano na roboty przymusowe do Rzeszy. Pracowali na stacji kolejowej we Frankfurcie. W 1945 zostali wyzwoleni z obozu koncentracyjnego Niederhausen przez siły alianckie.
Po wojnie rodzina zatrzymała się w Trewirze (Niemcy), następnie przeniosła się do Luksemburga. Blanka pracowała tam w rozgłośni radiowej. Później zamieszkali w Brukseli, gdzie Blanka śpiewała w kabarecie i studiowała sztukę. W 1956 wyjechali do Stanów Zjednoczonych.
W 1960 Blanka wyszła za mąż za Josepha Konwisera. W 1963 poznała swojego przyszłego drugiego męża Lewisa Solona Rosenstiela, biznesmena, założyciela i prezesa przedsiębiorstwa produkującego znane na świecie napoje alkoholowe Schenley Industries. Ona wówczas liczyła 32 lata, on 72. Był filantropem, który na cele charytatywne przekazał 100 milionów dolarów. Pobrali się w 1967. Rosenstiel zmarł 21 stycznia 1976.
Blanka Rosenstiel mieszka zimą w Miami Beach na Florydzie a latem w Charlottesville w stanie Wirginia, w kolonialnej rezydencji z 1790, na swojej farmie Blandemar o powierzchni 1400 akrów (blisko 600 hektarów) i hoduje konie. Jej hobby to rzeźbiarstwo, malarstwo i pływanie. Mówi po polsku, angielsku, francusku, niemiecku i hiszpańsku.

## Działalność polonijna i filantropijna
Po śmierci męża Lewisa S. Rosenstiela w 1976 przejęła kontrolę nad Fundacją Rosenstiel (Rosenstiel Foundation), która finansuje jej działalność charytatywną. Wśród organizacji i instytucji, które otrzymały od Rosensteil donacje wartości milionów dolarów należy wymienić: Uniwersytet Brandeisa, Medyczne Centrum Mount Sinai, Towarzystwo Dzieci Ułomnych (The Crippled Children's Society, obecnie: AbilityFirst), Narodową Orkiestrę Symfoniczną (The National Symphony Orchestra) i Operę Narodową w Waszyngtonie (The Washington National Opera).
W 1972 Rosenstiel założyła Amerykański Instytut Kultury Polskiej w Miami (The American Institute of Polish Culture – AIPC), którego jest przewodniczącą i dyrektorką naczelną. Misją Instytutu jest dzielenie się z Amerykanami bogatym dziedzictwem Polski, która na wiele sposobów przyczyniła się do historii Stanów Zjednoczonych i świata, a także promocja dorobku naukowego i artystycznego wkładu Amerykanów pochodzenia polskiego. Co roku pod patronatem Instytutu organizowany jest Bal Polonaise z udziałem znanych osobistości z życia Polonii i zainteresowanych polską kulturą Amerykanów.
Wspólnie ze Szkołą Muzyczną Uniwersytetu Miami (University of Miami School of Music, obecnie: Frost School of Music at the University of Miami), w 1975 zorganizowała I Narodowy Chopinowski Konkurs Pianistyczny w Stanach Zjednoczonych w Miami (National Chopin Piano Competition of the United States in Miami). Sukces tego konkursu zainspirował Rosenstiel w 1977 do założenia Fundacji Chopinowskiej w Stanach Zjednoczonych (Chopin Foundation of the United States, Inc.), w której pełni funkcję prezeski.
Z inicjatywy Rosenstiel przy udziale AIPC, w 1998 na Uniwersytecie Wirginii (University of Virginia, Charlottesville) utworzono Katedrę Studiów Polskich im. Tadeusza Kościuszki (The Kosciuszko Chair of Polish Studies). Po okresie nieaktywności, w porozumieniu z AIPC, Katedrę przejął Instytut Polityki Światowej (The Institute of World Politics in Washington, D.C. and Reston, Virginia).
Od 1998 Rosenstiel, znana w środowisku jako „Lady Blanka”, pełni funkcję konsula honorowego rządu polskiego w Miami na Florydzie. Jest pierwszym polskim konsulem w historii Florydy.
W Polsce, w latach 2013-2014, zainwestowała w polskie firmy środki finansowe rzędu kilkunastu milionów złotych.

## Odznaczenia, nagrody i wyróżnienia
W uznaniu jej zasług otrzymała wiele odznaczeń, nagród i wyróżnień, wśród których należy wymienić: honorowy tytuł naukowy „Doctor Honoris Causa” nadany przez International Fine Arts College w Miami w 1976, tytuł „Doctor Humane Letters” nadany przez Alliance College w Cambridge Spring, Pensylwania w 1978, Krzyż Komandorski (2004) i Wielki (2023) Orderu Zasługi Rzeczypospolitej Polskiej.